# Peugeot Type 1525
Der Peugeot 1525 war ein Nutzfahrzeug, das Peugeot ab 1916 bis 1920 produzierte.
Das Fahrzeug war als Pritschenwagen konstruiert und wurde hauptsächlich als Armeefahrzeug eingesetzt.
Der bewährte Vierzylindermotor, der bereits in die Peugeot-Lkw-Typen 1515 seit 1915 eingebaut wurde, war fiskalisch mit 22 CV eingestuft. Er hatte einen Horizontalvergaser von Zenith und Wasserkühlung mit Umlaufpumpe.
Der Vierzylindermotor hatte einen Hubraum von 4712 cm³ mit einer Bohrung von 100 mm und einem Hub von 150 mm.
Der Radstand betrug 3900 mm, die Spurweite vorn 1650 mm, die an der Hinterachse 1411 mm. Die Fahrzeuggesamtlänge betrug 6100 mm.